# Dave Schultz (ishockeyspelare)
David William "Dave" Schultz, född 14 oktober 1949, är en kanadensisk före detta ishockeytränare och professionell ishockeyforward som tillbringade nio säsonger i den nordamerikanska ishockeyligan National Hockey League (NHL), där han spelade för ishockeyorganisationerna Philadelphia Flyers, Los Angeles Kings, Pittsburgh Penguins och Buffalo Sabres. Han producerade 200 poäng (79 mål och 121 assists) samt drog på sig 2 294 utvisningsminuter på 535 grundspelsmatcher. Schultz spelade också på lägre nivåer för As de Québec, Richmond Robins och Rochester Americans i American Hockey League (AHL) och Swift Current Broncos i Western Canadian Hockey League (WCHL).
Han vann två raka Stanley Cup med Philadelphia Flyers för säsongerna 1973–1974 och 1974–1975.
Schultz anses vara en av NHL:s värsta enforcers (slagskämpar) genom tiderna och innehar rekordet att vara mest utvisat under en säsong med 472 utvisningsminuter.
Efter spelarkarriären var han ishockeytränare för bland annat Baton Rouge Kingfish (East Coast Hockey League) och ägt och drivit flera företag i branscherna för bland annat elektricitet, installation av kabel-tv och limousinuthyrning.

## Statistik
| 1967–1968   | Swift Current Broncos | WCHL        | 59  | 35 | 34  | 69  | 138  | —  | — | —  | —  | —   |
| 1968–1969   | Swift Current Broncos | WCHL        | 33  | 16 | 16  | 32  | 65   | —  | — | —  | —  | —   |
|             | Éperviers de Sorel    |             | 18  | 15 | 19  | 34  | 61   | —  | — | —  | —  | —   |
| 1969–1970   | Salem Rebels          | EHL         | 67  | 32 | 37  | 69  | 356  | 5  | 2 | 3  | 5  | 23  |
|             | As de Québec          | AHL         | 8   | 0  | 0   | 0   | 13   | —  | — | —  | —  | —   |
| 1970–1971   | As de Québec          | AHL         | 71  | 14 | 23  | 37  | 382  | 1  | 0 | 0  | 0  | 15  |
| 1971–1972   | Philadelphia Flyers   | NHL         | 1   | 0  | 0   | 0   | 0    | —  | — | —  | —  | —   |
|             | Richmond Robins       | AHL         | 76  | 18 | 28  | 46  | 392  | —  | — | —  | —  | —   |
| 1972–1973   | Philadelphia Flyers   | NHL         | 76  | 9  | 12  | 21  | 259  | 11 | 1 | 0  | 1  | 51  |
| 1973–1974   | Philadelphia Flyers   | NHL         | 73  | 20 | 16  | 36  | 348  | 17 | 2 | 4  | 6  | 139 |
| 1974–1975   | Philadelphia Flyers   | NHL         | 76  | 9  | 17  | 26  | 472  | 17 | 2 | 3  | 5  | 83  |
| 1975–1976   | Philadelphia Flyers   | NHL         | 71  | 13 | 19  | 32  | 307  | 17 | 2 | 2  | 4  | 90  |
| 1976–1977   | Los Angeles Kings     | NHL         | 76  | 10 | 20  | 30  | 232  | 9  | 1 | 1  | 2  | 45  |
| 1977–1978   | Los Angeles Kings     | NHL         | 8   | 2  | 0   | 2   | 27   | —  | — | —  | —  | —   |
|             | Pittsburgh Penguins   | NHL         | 66  | 9  | 25  | 34  | 378  | —  | — | —  | —  | —   |
| 1978–1979   | Pittsburgh Penguins   | NHL         | 47  | 4  | 9   | 13  | 157  | —  | — | —  | —  | —   |
|             | Buffalo Sabres        | NHL         | 28  | 2  | 3   | 5   | 86   | 3  | 0 | 2  | 2  | 4   |
| 1979–1980   | Buffalo Sabres        | NHL         | 13  | 1  | 0   | 1   | 28   | —  | — | —  | —  | —   |
|             | Rochester Americans   | AHL         | 56  | 10 | 14  | 24  | 248  | 4  | 1 | 0  | 1  | 12  |
| NHL totalt  | NHL totalt            | NHL totalt  | 535 | 79 | 121 | 200 | 2294 | 73 | 8 | 12 | 20 | 412 |
| AHL totalt  | AHL totalt            | AHL totalt  | 211 | 42 | 65  | 107 | 1035 | 5  | 1 | 0  | 1  | 27  |
| WCHL totalt | WCHL totalt           | WCHL totalt | 92  | 51 | 50  | 101 | 203  | —  | — | —  | —  | —   |